# Afrocnemia aurata
Afrocnemia aurata är en tvåvingeart som beskrevs av Loïc Matile 1998. Afrocnemia aurata ingår i släktet Afrocnemia och familjen svampmyggor. Inga underarter finns listade i Catalogue of Life.